# Thelypteris arborea
Thelypteris arborea är en kärrbräkenväxtart som först beskrevs av Guido Georg Wilhelm Brause, och fick sitt nu gällande namn av Alan Reid Smith. Thelypteris arborea ingår i släktet Thelypteris och familjen Thelypteridaceae. Inga underarter finns listade.